# Vleuten-De Meern (wijk)
Vleuten-De Meern is een van de tien wijken van de gemeente Utrecht, in de Nederlandse provincie Utrecht. De wijk bestaat uit de woonplaatsen Haarzuilens, Vleuten en De Meern en de polder Rijnenburg ten zuiden van De Meern. Met ruim 51.200 inwoners in 2024 is Vleuten-De Meern de wijk binnen Utrecht met het hoogste bevolkingsaantal. Met een derde deel van het grondgebied van de gemeente is de wijk ook de grootste in oppervlakte. Wijkwethouder namens de gemeente Utrecht is sinds december 2024 Senna Maatoug (GroenLinks).

## Geschiedenis
In 1811 werden uit de toenmalige gerechten Themaat, De Haar, Vleuten en De Meern, Ouden Rhijn, Heijcop, Papendorp, Galecop, Veldhuizen, Reijerscop-Kreuningen en Reijerscop-St.Pieters vier gemeenten gevormd: Vleuten, Oudenrijn, Veldhuizen en Haarzuilens. Uit (delen van) deze gemeenten ontstond op 1 januari 1954 de gemeente Vleuten-De Meern. Op 1 januari 2001 werd deze gemeente geannexeerd door Utrecht. Het oostelijk deel van de opgeheven gemeente, globaal het gebied ten oosten van de dorpen De Meern en Vleuten, behoort nu tot de wijk Leidsche Rijn. De buurtschap Nedereindseweg met aanliggende weidegronden, welk gebied tot 2001 tot de gemeente Nieuwegein behoorde, is aan de wijk Vleuten-De Meern toegevoegd.

## Vinex-locatie
De gemeente Vleuten-De Meern was al vanaf 1997 begonnen met de bouw van het deelplan Veldhuizen met ongeveer 3.000 woningen ten westen van de dorpskern van De Meern. Na de annexatie volgde over een langdurige periode het grootste deelplan van de Vinex-locatie, Vleuterweide met ongeveer 6.000 woningen ten zuiden van de oude dorpskern van Vleuten. In 2005 en de jaren hierna werd in het centrum van De Meern het deelplan De Woerd met een kleine 500 koopwoningen ontwikkeld. Van ongeveer gelijke grootte is het plan Haarzicht aan de noordwestrand van het oude dorp Vleuten, waarvan in 2020 de voltooiing nadert. Beperkt van omvang zijn drie woningbouwprojecten in De Meern, waarvan twee in 2017 werden voltooid en één in 2020 in ontwikkeling is. Door alle vorengenoemde bouwactiviteiten steeg het aantal inwoners van Vleuten-De Meern in de periode 2001-2020 van ongeveer 20.000 naar 50.000.
Ten behoeve van de ontwikkeling van de Vinex-locatie Leidsche Rijn is op 1 januari 2001 het grondgebied van de gemeente Utrecht ten westen van het Amsterdam-Rijnkanaal uitgebreid met de per deze datum opgeheven gemeente Vleuten-De Meern en met een deel van de gemeente Nieuwegein, namelijk het gebied rondom de Nedereindseweg ten westen van de A2.
Ook in de wijk Leidsche Rijn, die tussen Vleuten-De Meern en het Amsterdam-Rijnkanaal ligt, werd in dezelfde periode in snel tempo gebouwd. Hier woonden op 1 januari 2021 42.783 Utrechters. Samen met Vleuten-De Meern telde de Vinex-locatie op deze peildatum 93.285 inwoners. Naar verwachting loopt dit aantal verder op naar ruim 100.000 inwoners.
Tussen de woonplaatsen Vleuten en De Meern en de wijk Leidsche Rijn bevindt zich het Máximapark.

## Subwijken en buurten
Vleuten-De Meern bestaat uit vier subwijken, die elk zijn onderverdeeld in een of meer buurten. De subwijken zijn:
- 10.1 Vleuten, Haarzuilens
- 10.2 Veldhuizen, Vleuterweide
- 10.3 De Meern
- 10.4 Rijnenburg

Hieronder worden de 12 buurten van de wijk Vleuten-De Meern opgesomd, waarbij deze zijn gegroepeerd naar woonplaats. De subwijk waartoe een buurt behoort is te zien aan de buurtcode; de eerste drie cijfers van die code zijn de subwijkcode, de eerste 2 cijfers de wijkcode 10 (wijk Vleuten-De Meern).

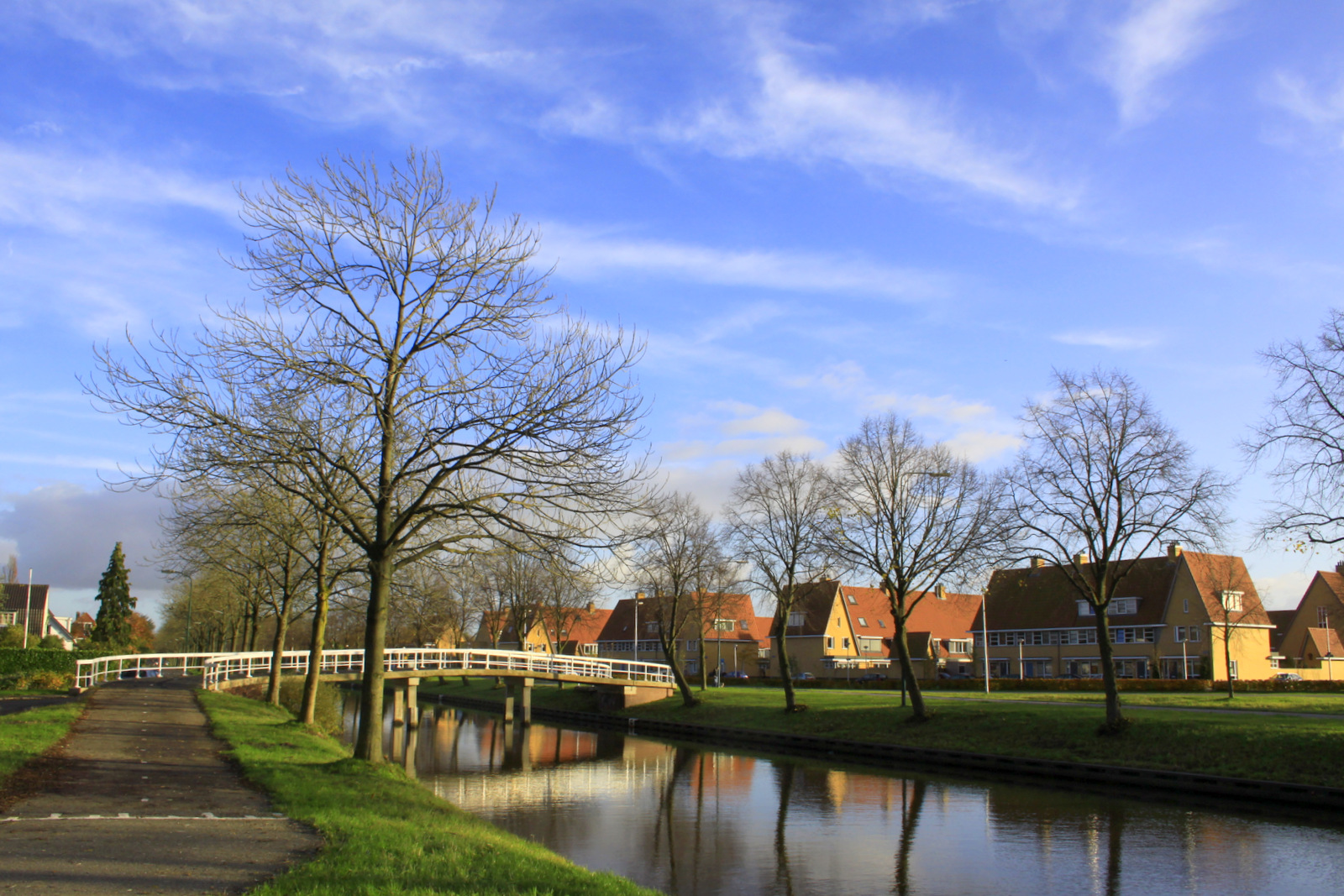
De Leidse Rijn in De Meern. Geheel links: woningen aan de Zandweg in 't Weer. Rechts hiervan: de (fiets-/voetbrug) Kloosterbrug. Aan de overzijde: deel van Veldhuizen met de naam De Balije.

Buurt binnen woonplaats Haarzuilens
- 10.12 Haarzuilens en omgeving (inclusief de buurtschap Ockhuizen)

Buurten binnen woonplaats Vleuten
- 10.11 Haarrijn
- 10.13 Vleuten
- 10.22 Vleuterweide Noord, -Oost en -Centrum
- 10.21 Vleuterweide West
- 10.23 Vleuterweide Zuid, met uitzondering van de Zandweg in het uiterste zuiden van deze buurt, die in de woonplaats De Meern ligt
- 10.14 Máximapark (inclusief de buurtschap Alendorp)

Buurten binnen woonplaats De Meern
- 10.23 Vleuterweide Zuid, hiervan alleen de Zandweg
- 10.24 Veldhuizen. Deze buurt wordt door de ANWB met De Meern West aangeduid.
- 10.32 De Meern Zuid (inclusief de buurtschap Reijerscop)
- 10.31 De Meern Noord
- 10.33 Bedrijvengebied Oudenrijn

Buurt binnen woonplaats Utrecht
- 10.41 Rijnenburg (inclusief de buurtschap Nedereindseweg)

Wijken van Utrecht: Binnenstad · Oost · Leidsche Rijn · West · Overvecht · Zuid · Noordoost · Zuidwest · Noordwest · Vleuten-De Meern

Dorpen: Haarzuilens · De Meern · Vleuten      Buurtschappen: Alendorp · Blauwkapel (deels) · Lage Haar . Rijnenburg (buurtschap) · Ockhuizen · Oudenrijn · Reijerscop · Stadsdam · Themaat

Utrecht · Plaatsen in de provincie      Nederland · Provincies · Gemeenten